# Championnat d'Azerbaïdjan de football 1998-1999
Navigation
Saison précédente Saison suivante
La saison 1998-1999 du Championnat d'Azerbaïdjan de football était la 8e édition de la première division en Azerbaïdjan. Appelée Top League, elle regroupe 14 clubs azéris regroupés en une poule unique où les équipes s'affrontent deux fois, à domicile et à l'extérieur. À la fin de cette première phase, les 6 premiers disputent la poule pour le titre tandis que les 4 derniers jouent la poule de relégation.

Cette saison, c'est le FK Gandja, le tenant du titre, qui remporte le championnat en terminant en tête de la poule pour le titre, avec 9 points d'avance sur le FK Shamkir et 10 sur le FK Neftchi Bakou. C'est le 3e titre de champion de l'histoire du club.

## Les 14 clubs participants
| - FK Neftchi Bakou - Neftegaz Bakou - Vilyash Masall - PFK Turan Tovuz - ANS Pivani Bakou - FK Gandja - FK Qarabag Agdam | - FK Shamkir - MOIK Bakou - Kimyachi Sumgayit - FK Bakou - Bakili Bakou - Shafa Bakou - Promu de D2 - FK Shahdag-Samur Qusar - Promu de D2 |

## Compétition
Le barème de points servant à établir le classement se décompose ainsi :
- Victoire : 3 points
- Match nul : 1 point
- Défaite : 0 point

### Première phase
| Rang | Équipe                           | Pts | J  | G  | N | P  | Bp | Bc | Diff |
| ---- | -------------------------------- | --- | -- | -- | - | -- | -- | -- | ---- |
| 1    | FK Gandja T                      | 58  | 26 | 18 | 4 | 4  | 77 | 17 | +60  |
| 2    | FK Qarabag Agdam                 | 54  | 26 | 17 | 3 | 6  | 45 | 21 | +24  |
| 3    | FK Bakou                         | 52  | 26 | 16 | 4 | 6  | 46 | 20 | +26  |
| 4    | FK Neftchi Bakou                 | 52  | 26 | 15 | 7 | 4  | 57 | 18 | +39  |
| 5    | FK Shamkir                       | 50  | 26 | 16 | 2 | 8  | 42 | 24 | +18  |
| 6    | Bakou Fehlesi                    | 50  | 26 | 15 | 5 | 6  | 46 | 25 | +21  |
| 7    | PFK Turan Tovuz                  | 49  | 26 | 14 | 7 | 5  | 42 | 21 | +21  |
| 8    | FK Vilash Masalli                | 46  | 26 | 14 | 4 | 8  | 39 | 25 | +14  |
| 9    | Bakili Bakou                     | 28  | 26 | 7  | 7 | 12 | 18 | 33 | -15  |
| 10   | MOIK Bakou                       | 26  | 26 | 6  | 8 | 12 | 20 | 29 | -9   |
| 11   | Kimyachi Sumgayit                | 16  | 26 | 5  | 1 | 20 | 20 | 70 | -50  |
| 12   | Shafa Bakou P                    | 14  | 26 | 3  | 5 | 18 | 24 | 54 | -30  |
| 13   | FK Shahdag-Samur Qusar P abandon | 10  | 26 | 2  | 4 | 20 | 20 | 86 | -66  |
| 14   | Neftegaz Bakou                   | 9   | 26 | 2  | 3 | 21 | 15 | 68 | -53  |

|  | Participation au barrage pour le titre |
|  | Participation à la poule de classement |
|  | Participation à la poule de relégation |

- Le club de FK Shahdag-Samur Qusar abandonne la compétition à la fin de la première phase et est directement relégué en deuxième division.

### Seconde phase

#### Poule pour le titre
| Rang | Équipe             | Pts | J  | G | N | P | Bp | Bc | Diff |
| ---- | ------------------ | --- | -- | - | - | - | -- | -- | ---- |
| 1    | FK Gandja T        | 25  | 10 | 8 | 1 | 1 | 17 | 7  | +10  |
| 2    | FK Shamkir         | 16  | 10 | 5 | 1 | 4 | 10 | 10 | 0    |
| 3    | FK Neftchi Bakou C | 15  | 10 | 4 | 3 | 3 | 11 | 7  | +4   |
| 4    | FK Qarabag Agdam   | 12  | 10 | 3 | 3 | 4 | 5  | 8  | -3   |
| 5    | ANS Pivani Bakou   | 9   | 10 | 2 | 3 | 5 | 5  | 8  | -3   |
| 6    | FK Bakou           | 7   | 10 | 2 | 1 | 7 | 6  | 14 | -8   |

|  | Qualification pour la Ligue des champions 1999-2000 |
|  | Qualification pour la Coupe UEFA 1999-2000          |
|  | Qualification pour la Coupe Intertoto 1999          |